# Cieneguillo Sur
Cieneguillo Sur es un caserío peruano ubicado en el distrito de Sullana, perteneciente a la provincia homónima del departamento de Piura, al norte del Perú. 

## Ubicación
Cieneguillo Sur se ubica al oeste de la provincia de Sullana, en el distrito homónimo, en el departamento de Piura. 

## Demografía
En 2017 Cieneguillo Sur tenía una población de 969 habitantes.
| Gráfica de evolución demográfica de Cieneguillo Sur entre 1993 y 2017 |
|                                                                       |
| Fuentes: Población 1993 y 2017                                        |